# Први мај
Први мај (1. мај) се поистовећује са Празником рада, који је проистекао из традиције радничког покрета. Међутим, слављење првог маја има корене у древним паганским празницима природе чије је поштовање преживело до данашњих дана.

## Првомајски уранак
Првомајски уранак је народни обичај и светковина која се састоји у томе да се 1. маја порани у природу или чак да се оде дан раније и уз логорску ватру проведе ноћ. Најчешће се током уранка спрема неко јело у котлићу или на роштиљу. Међу Србима је овај празник веома распрострањен. Готово сваки град у Србији има своја традиционална првомајска излетишта, а најчешће су то зелене површине изван града (нпр: Авала покрај Београда, Овчар Бања код Чачка, Забран у Обреновцу, Палић поред Суботице, Шљункара код Ковина, Вршачки брег у Вршцу, Савинац код Горњег Милановца и слично).
У северној и централној Европи, ноћ уочи првог маја се назива Валпургина ноћ (по Светој Валпурги). То је прослава плодности, приликом које се пева и пије до дуго у ноћ и пале се ватре.

## Празник рада
Празник рада се слави 1. маја као међународни празник радничког покрета. Порекло овог празника води од 1. маја 1886. године када су стотине хиљада америчких радника изашли на улице Чикага да би захтевали опште прихватање осмочасовног радног дана. Насиља није било у суботу и недељу 1. и 2. маја. Али у понедељак, 3. маја туча у којој су учествовале стотине избила је у Макормик Риперу (Mc Cormick Reaper) између радника чланова синдиката, који су спречени да дођу на посао и оних који нису припадали синдикату које је Макормик запослио уместо њих. Многобројна и добро наоружана полиција брзо се палицама и ватреним оружјем умешала како би повратила ред. Убили су 4 члана синдиката, а повређених је било много. Побеснели због злочина полиције, група анархиста, предвођена Августом Спајсом и Албертом Парсонсом позвала је раднике да се и сами наоружају и у уторак увече (4. мај) учествују у масовним демонстрацијама на Тргу Хејмаркет (Haymarket). Изгледало је да су демонстрације са само 3.000 биле потпуни промашај. Али пред крај особа чији идентитет никад није утврђен (верује се да је у питању полицијски агент, провокатор) бацила је бомбу која је убила 7 и ранила 67 полицајаца.
Градске и државне власти похапсиле су осам анархиста, оптужиле их за убиство и осудиле на смрт. 11. новембра 1887. године четворица, укључујући Парсонса и Спајса, су погубљени. Сви погубљени заговарали су оружану борбу и насиље као револуционарне методе, али њихови тужиоци нису нашли никакве доказе да је ико од њих стварно бацио бомбу. 250.000 људи постројило се дуж улица Чикага док је Парсонова погребна поворка пролазила градом, како би изразили своју посрамљеност овим великим судским промашајем и своју солидарност са неправедно погубљеним радницима.
На Првом конгресу 2. Интернационале одржаном 1889. одлучено је: „Први мај је заједнички празник свих земаља, на којима радничка класа треба да манифестује јединство својих захтева и своју класну солидарност“. Од тада се сваке године обележава трагични Хејмаркетовски догађај као дан међународне радничке солидарности у виду демонстрација. До данашњег дана, како у Србији, тако и у целом свету, тај дан се обележава у спомен мученицима са трга Хејмаркет.

## Галерија
- Старо српско издање поводом Међународног дана радника, део колекције Адлигата
- Старо српско издање поводом Међународног дана радника, колекција Адлигата
- Старо српско издање поводом Међународног дана радника, колекција Адлигата
- Стара српско издање поводом Међународног дана радника, колекција Адлигата
- Првомајска парада у Љубљани 1961.
- Првомајски плакат са протеста у Београду, 2014.